# Dominique Kivuvu
Dominique Kivuvu (Amsterdam, 16 settembre 1987) è un ex calciatore olandese naturalizzato angolano, di ruolo centrocampista.

## Carriera

### Club

#### Telstar
Nato ad Amsterdam, ma di origini angolane, Kivuvu inizia a giocare a pallone al Neerlandia/SLTO, prima di essere prelevato dalle giovanili del Telstar a 13 anni. Inizia a disputare qualche incontro con la prima squadra, all'epoca militante in seconda divisione olandese, nella stagione 2005-2006.

#### N.E.C.
Nell'estate 2006 viene acquistato dal N.E.C. dove ha l'opportunità di giocare in massima serie olandese. Il 28 agosto 2006 fa il suo debutto con la nuova maglia nella prima giornata di campionato nel match perso 1-3 in casa del PSV. Il 26 novembre 2006 segna la sua prima rete in carriera nella vittoria casalinga per 4-1 contro il Feyenoord.
Dopo una stagione a metà classifica, durante l'Eredivisie 2007-2008 il N.E.C. si gioca la qualificazione alla Coppa UEFA. Il 4 maggio 2008 Kivuvu segna una rete ai quarti di finale dei playoff per la UEFA contro il Roda. Il club di Nimega supera poi anche il NAC Breda in finale, aggiudicandosi la partecipazione alla coppa continentale.
Il 2 ottobre 2008 esordisce nelle competizioni europee durante la gara di ritorno del primo turno eliminatorio di Coppa UEFA contro la Dinamo Bucarest. Passato il turno con i romeni, gli olandesi arrivano terzi nel gruppo D e si qualificano alla fase finale, dove vengono però estromessi dall'Amburgo ai sedicesimi. Il giocatore lascia Nimega nel 2010 dopo aver collezionato 89 presenze e due reti in tutte le competizioni.

#### Cluj
Nell'estate 2010 Kivuvu si trasferisce al Cluj di Andrea Mandorlini. Con i romeni vince subito la Supercoppa di Romania contro l'Unirea Urziceni, segnando in quell'occasione il suo primo gol col Cluj, ed esordisce in Liga I il 24 luglio 2010 contro l'Universitatea Craiova alla prima giornata di campionato. Il 3 dicembre 2010, sempre contro la squadra di Craiova, Kivuvu va a segno per la prima volta in campionato. Nella stessa stagione ha la possibilità di disputare qualche incontro di Champions League, dove il Cluj termina in ultima posizione nel girone E.

#### Mjällby e ritorno al Cluj
Nel gennaio 2012 viene acquistato dagli svedesi del Mjällby, esordendo il 1º aprile 2012 contro l'AIK. Dopo aver concluso l'Allsvenskan 2012 in dodicesima posizione, ritorna al Cluj per la stagione 2012-2013 ma scende in campo solo per qualche incontro di coppa nazionale.

## Palmarès

### Club

#### Competizioni nazionali
- Supercoppa di Romania: 1

CFR Cluj: 2010